# Championnat du Maroc de football 1984-1985
Navigation
Édition précédente Édition suivante
Le Championnat du Maroc de la saison 1984-1985 a été remporté par le Maghreb de Fès. Il s'agit du quatrième sacre du club fassi.
Aucune équipe n'est reléguée cette saison, à la suite du changement du format de la compétition. Le nombre d'équipes participantes est augmenté de 16 à 20 pour la saison 1985-1986. et ainsi 4 équipes rejoigne le groupe d'élite. (Voir bilan ci-dessous pour les équipes concernées).

## Classement final
Classement erroné. On retrouve plus de buts marqués qu'encaissés cela entraine une différence de but de 12.
Si vous disposez d'informations vérifiés, votre aide serait très appréciée.
| Rang | Équipe                         | Pts | J  | G  | N  | P  | Bp | Bc | Diff |
| ---- | ------------------------------ | --- | -- | -- | -- | -- | -- | -- | ---- |
| 1    | Maghreb de Fès                 | 71  | 30 | 14 | 13 | 3  | 31 | 14 | +17  |
| 2    | KAC de Kénitra                 | 70  | 30 | 15 | 10 | 5  | 37 | 17 | +20  |
| 3    | FAR de Rabat T CdT             | 64  | 30 | 11 | 12 | 7  | 36 | 24 | +12  |
| 4    | Wydad AC                       | 63  | 30 | 13 | 7  | 10 | 33 | 23 | +10  |
| 5    | Mouloudia Club d'Oujda         | 63  | 30 | 11 | 11 | 8  | 26 | 26 | 0    |
| 6    | Raja Club Athletic             | 62  | 30 | 12 | 8  | 10 | 32 | 25 | +7   |
| 7    | FUS de Rabat                   | 61  | 30 | 12 | 7  | 11 | 27 | 25 | +2   |
| 8    | CODM de Meknès                 | 60  | 30 | 9  | 12 | 9  | 23 | 25 | -2   |
| 9    | Association sportive de Salé P | 59  | 30 | 9  | 11 | 10 | 24 | 31 | -7   |
| 10   | Renaissance de Berkane         | 58  | 30 | 11 | 6  | 13 | 29 | 30 | -1   |
| 11   | Difaâ d'El Jadida              | 58  | 30 | 7  | 14 | 9  | 20 | 23 | -3   |
| 12   | Olympique Club de Khouribga V  | 57  | 30 | 9  | 9  | 12 | 21 | 24 | -3   |
| 13   | Renaissance de Settat          | 57  | 30 | 8  | 11 | 11 | 23 | 28 | -5   |
| 14   | Renaissance de Kénitra         | 56  | 30 | 7  | 12 | 11 | 24 | 27 | -3   |
| 15   | Chabab Sakia Hamra P           | 55  | 30 | 5  | 15 | 10 | 26 | 34 | -8   |
| 16   | Union de Sidi Kacem            | 46  | 30 | 5  | 6  | 19 | 17 | 41 | -24  |

Qualifications arabes et africaines
- Qualifié pour la Coupe des clubs champions africains 1986
- Qualifié pour la Coupe d'Afrique des vainqueurs de coupe 1986
- Qualifié pour la Coupe des clubs champions arabes de football 1986

Abréviations
T : Tenant du titre

V : Vice-champion 1983-1984

CdT : Vainqueur de la Coupe du Trône 1984-1985

P : Promus du Championnat du Maroc de football D2

## Bilan de la saison
| Championnat du Maroc de football 1984-1985                        |                           |
| Champion                                                          | Maghreb de Fès (4e titre) |
| Coupes et trophées                                                |                           |
| Vainqueur de la Coupe du Trône 1984-1985                          | FAR de Rabat              |
| Qualifications continentales                                      |                           |
| Coupe des clubs champions africains 1986                          | Maghreb de Fès            |
| Coupe des clubs champions africains 1986                          | FAR de Rabat              |
| Coupe d'Afrique des vainqueurs de coupe 1986                      | Difaâ d'El Jadida         |
| Coupe des clubs champions arabes de football 1986                 | Maghreb de Fès            |
| Promotions et relégations                                         |                           |
| Promus en Championnat du Maroc de football                        | Kawkab de Marrakech       |
| Promus en Championnat du Maroc de football                        | Chabab Mohammédia         |
| Promus en Championnat du Maroc de football                        | Union de Mohammédia       |
| Promus en Championnat du Maroc de football                        | ACK Belksiri              |
| Relégués en Championnat du Maroc de football de deuxième division |                           |